# Feliciano Perducca
Feliciano Perducca   (Buenos Aires, 9 de juny de 1901 - Argentina, 22 d'agost de 1976) fou un futbolista argentí, que jugava de davanter, que va competir durant les dècades de 1920 i 1930.
A nivell de clubs va ser jugador del Club Atlético Temperley (19123-1928), Racing Club de Avellaneda (1928-?) i Talleres de Remedios de Escalada (?-1932).
Amb la selecció nacional jugà 5 partits entre 1925 i 1928. El 1928 va prendre part en els Jocs Olímpics d'Amsterdam, on guanyà la medalla de plata en la competició de futbol. En el seu palmarès també destaca un subcampionat del Campionat Sud-americà de futbol, el 1926.